# Ben Roy Mottelson
Ben Roy Mottelson (n. 9 iulie 1926, Chicago, Illinois, SUA – d. 13 mai 2022, Copenhaga, Danemarca) a fost un fizician danez de origine americană, laureat al Premiului Nobel pentru Fizică în 1975, împreună cu Aage Niels Bohr și James Rainwater., pentru contribuțiile lui  Mottelson și Aage Niels Bohr la demonstrarea teoriilor lui Rainwater privind structura nucleilor atomici.